# Noah Wulff
Pour les articles homonymes, voir Wulff.
Noah Wulff Andersen, né le 14 juin 2005, est un coureur cycliste danois. 

## Biographie
Noah Wulff participe à des compétitions sur route et sur piste. Dans les catégories de jeunes, il est formé au Cykle Klubben Aarhus. Il intègre ensuite une équipe junior basée à Roskilde,. En janvier 2022, il devient champion du Danemark de poursuite par équipes chez les élites, alors qu'il n'a pas encore dix-sept ans.  
En 2023, il se distingue de nouveau sur piste en terminant troisième du championnat du Danemark du scratch. Il décroche par ailleurs une médaille de bronze dans la poursuite par équipes aux championnats d'Europe juniors, avec la sélection danoise. La même année, il se classe deuxième d'une étape des Trois Jours d'Axel, ou encore sixième de l'étape inaugurale d'Aubel-Thimister-Stavelot. 
En mars 2024, il représente le Danemark lors de la course à l'élimination disputée à Hong Kong, dans le cadre de la Coupe des Nations. Au milieu de plusieurs professionnels, il parvient à prendre la sixième place.

## Palmarès sur piste

### Coupe des nations
- 2025
  - 2e de la course à l'élimination à Konya

### Championnats d'Europe
| Édition / Épreuve      | Poursuite par équipes | Élimination |
| Anadia 2023 (juniors)  | Bronze                |             |
| Cottbus 2024 (espoirs) |                       | Or          |

### Championnats nationaux
- 2022
  -  Champion du Danemark de poursuite par équipes (avec Theodor Storm, Patrick Frydkjær, Tobias Svarre et Nicolai Wandahl)
- 2023
  - 3e du championnat du Danemark du scratch

## Palmarès sur route
- 2022
  - Holbæk Uno-X Cup U19
- 2025
  - 2e étape du Holstebro Tours